# 표현환
리 군론에서 표현환(表現環, 영어: representation ring)은 어떤 리 군의 유한 차원 표현들로 생성되는 그로텐디크 환이다.

## 정의
다음이 주어졌다고 하자.
- 콤팩트 리 군 {\displaystyle G} (특히, 모든 유한군은 이산 공간으로서 콤팩트 리 군을 이룬다)
- {\displaystyle \mathbb {K} \in \{\mathbb {R} ,\mathbb {C} \}} (실수체 또는 복소수체)

그렇다면, {\displaystyle G}의 매끄러운 유한 차원 표현
{\displaystyle G\to \operatorname {GL} (V;\mathbb {K} )}
들의 동치류들의 집합을 생각하자. (이는 항상 가산 집합이다.) 이는 텐서곱과 직합을 통하여 가환 반환을 이룬다. 그 덧셈 항등원은 (유일한) 0차원 표현이며, 그 곱셈 항등원은 상수 함수인 자명한 1차원 표현
{\displaystyle G\to \operatorname {GL} (1;\mathbb {K} )}
{\displaystyle g\mapsto 1}IHÉS
이다.
따라서, 이 반환의 그로텐디크 환
{\displaystyle \operatorname {R} (G;\mathbb {K} )}
을 취할 수 있다. 이를 {\displaystyle G}의 {\displaystyle \mathbb {K} }계수 표현환이라고 한다. {\displaystyle \mathbb {K} =\mathbb {R} }일 때 이 가환환을 {\displaystyle \operatorname {RO} (G)}라고 하며, {\displaystyle \mathbb {K} =\mathbb {C} }일 때 이 가환환을 {\displaystyle \operatorname {RU} (G)}라고 한다.

### 사원수의 경우
위와 마찬가지로, {\displaystyle \mathbb {K} =\mathbb {H} }(사원수의 나눗셈환)인 경우를 생각할 수 있다. 이 경우, 표현의 직합은 잘 정의되지만, 사원수의 비가환성으로 인하여, 표현의 텐서곱을 일반적으로 취할 수 없다. 따라서 이 경우 얻어지는 아벨 군 {\displaystyle \operatorname {RSp} (G)=\operatorname {R} (G;\mathbb {H} )}은 일반적으로 가환환의 구조를 갖지 못한다. 그러나 실수 표현과 사원수 표현의 텐서곱은 잘 정의되므로, {\displaystyle \operatorname {RSp} (G)}는 가환환 {\displaystyle \operatorname {RO} (G)} 위의 가군을 이룬다.

## 성질
표현환에는 항상 표현의 차원을 나타내는 환 준동형
{\displaystyle \dim _{\mathbb {C} }\colon \operatorname {RU} (G)\to \mathbb {Z} }
{\displaystyle \dim _{\mathbb {R} }\colon \operatorname {RO} (G)\to \mathbb {Z} }
이 존재한다.
{\displaystyle \operatorname {RU} (G)} 위에는 복소수 켤레 사상에 따라서 자기 동형
{\displaystyle (-)^{*}\colon \operatorname {RU} (G)\to \operatorname {RU} (G)}
이 존재한다. 이는 등급을 보존하는 전단사 환 준동형이다. 마찬가지로, {\displaystyle \operatorname {RSp} (G)} 위에는
{\displaystyle (-)^{*}\colon \operatorname {RSp} (G)\to \operatorname {RSp} (G)}
가 존재하며, 이는 등급을 보존하는 덧셈군의 군 준동형이다.
또한, 복소화에 따라 환 준동형
{\displaystyle (-)^{\mathbb {C} }\colon \operatorname {RO} (G)\to \operatorname {RU} (G)}
{\displaystyle (-)^{\mathbb {H} }\colon \operatorname {RO} (G)\to \operatorname {RSp} (G)}
이 존재한다. 반대로, 복소수 또는 사원수 구조의 망각에 따라서 덧셈군의 군 준동형
{\displaystyle \operatorname {RU} (G)\to \operatorname {RO} (G)}
{\displaystyle \operatorname {RSp} (G)\to \operatorname {RO} (G)}
이 존재한다. {\displaystyle \operatorname {RU} (G)\to \operatorname {RO} (G)}는 유사환의 준동형이지만, 복소수 1차원 표현을 실수 2차원 표현에 대응시키므로, 환 준동형을 이루지 못한다. 또한, 포함 관계  {\displaystyle \mathbb {C} \hookrightarrow \mathbb {H} }의 모듈러스 공간은 {\displaystyle \mathbb {S} ^{2}=\{x\in \mathbb {H} \colon {\bar {x}}=-x,\;\|x\|=1\}}이므로, 이에 따라 망각 사상
{\displaystyle \operatorname {RSp} (G)\times \mathbb {S} ^{2}\to \operatorname {RU} (G)}
이 존재한다.
외부 자기 동형군 {\displaystyle \operatorname {Out} (G)}은 {\displaystyle \operatorname {RU} (G)} 및 {\displaystyle \operatorname {RO} (G)} 위에 환의 자기 동형으로 작용한다.

### 함자성
{\displaystyle H}가 콤팩트 리 군 {\displaystyle G}의 닫힌집합 부분군일 때, 그 표현환 사이에 다음과 같은 환 준동형이 유도된다.
{\displaystyle \operatorname {res} _{H}^{G}\colon \operatorname {RU} (G)\to \operatorname {RU} (H)}
{\displaystyle \operatorname {res} _{H}^{G}\colon \operatorname {RO} (G)\to \operatorname {RO} (H)}
이에 따라, {\displaystyle \operatorname {RU} (H)}는 {\displaystyle \operatorname {RU} (G)} 위의 유한 생성 가군을 이루며,:Proposition 3.2 마찬가지로 {\displaystyle \operatorname {RO} (G)}도 {\displaystyle \operatorname {RO} (H)} 위의 유한 생성 가군을 이룬다.

### 연결 콤팩트 리 군의 경우
{\displaystyle G}가 연결 콤팩트 리 군이라고 하고, 그 극대 원환면
{\displaystyle T\leq G}
및 이에 대한 바일 군
{\displaystyle \operatorname {Weyl} (G,T)\leq \operatorname {Out} (T)}
을 정의하자. 그렇다면, 표준적으로
{\displaystyle \operatorname {RU} (G)\cong \operatorname {RU} (T)^{\operatorname {Weyl} (G,T)}}
이다. 여기서 우변은 {\displaystyle \operatorname {RU} (T)\cong \mathbb {Z} [x_{1},x_{1}^{-1},\dotsc ,x_{\dim T},x_{\dim T}^{-1}]}의 원소 가운데, 바일 군의 작용에 대하여 불변인 것들로 구성된 부분환이다.

### 유한 아벨 군의 경우
임의의 유한 아벨 군 {\displaystyle G}에 대하여, 그 지표군
{\displaystyle {\hat {G}}=\{\phi \in \hom _{\operatorname {Grp} }(G,\mathbb {C} ^{\times }\}}
을 생각하자. 그렇다면, 복소수 표현환은 항상 지표군의 정수 계수 군환이다.
{\displaystyle \operatorname {RU} (G)=\mathbb {Z} [{\hat {G}}]}

## 예

### 자명군
자명군의 표현환은 정수환이다.
{\displaystyle \operatorname {RO} (1)=\operatorname {RU} (1)\cong \mathbb {Z} }
즉, 그 표현들은 모두 자명한 표현이다.

### 순환군
{\displaystyle n}차 순환군 {\displaystyle \operatorname {Cyc} (n)}의 경우,
{\displaystyle \operatorname {RU} (\operatorname {Cyc} (n))\cong \mathbb {Z} [x]/(x^{n}-1)}
이며, 그 차원은
{\displaystyle \dim \colon \operatorname {RU} (\operatorname {Cyc} (n))\to \mathbb {Z} }
{\displaystyle x\mapsto 1}
이다.
이 동형 아래, {\displaystyle x}는 다음과 같은, 1의 거듭제곱근을 통한 1차원 표현에 대응한다.
{\displaystyle \operatorname {Cyc} (n)=\langle a|a^{n}=1\rangle \to \operatorname {GL} (1;\mathbb {C} )}
{\displaystyle a\mapsto \exp(2\pi \mathrm {i} /n)}

### 3차 대칭군
3차 대칭군 {\displaystyle \operatorname {Sym} (3)}의 경우,
{\displaystyle \operatorname {RU} (\operatorname {Sym} (3))\cong \mathbb {Z} [x,y]/(xy-y,x^{2}-1,y^{2}-x-y-1)}
{\displaystyle \dim x=1}
{\displaystyle \dim y=2}
이다. 여기서 {\displaystyle x}에 대응하는 1차원 표현은
{\displaystyle \operatorname {Sym} (3)\mapsto \mathbb {C} ^{\times }}
{\displaystyle \sigma \mapsto (-)^{\sigma }}
이며, {\displaystyle y}에 대응하는 2차원 표현은 {\displaystyle \{(x,y,z)\in \mathbb {C} ^{3}\colon x+y+z=0\}} 위에 벡터 성분의 순열로 작용한다.

### 원군
원군 {\displaystyle \operatorname {U} (1)}의 복소수 계수 표현환은 로랑 다항식의 환
{\displaystyle \operatorname {RU} (\operatorname {Cyc} (n))\cong \mathbb {Z} [x,x^{-1}]}
이며, 그 차원은
{\displaystyle \dim \colon \operatorname {RU} (\operatorname {Cyc} (n))\to \mathbb {Z} }
{\displaystyle x\mapsto 1}
이다. 이 동형 아래, {\displaystyle x^{k}} ({\displaystyle k\in \mathbb {Z} })는 다음과 같은 1차원 표현에 대응한다.
{\displaystyle \operatorname {U} (1)=\{z\in \mathbb {C} \colon |z|=1\}\to \operatorname {GL} (1;\mathbb {C} )=\{z\in \mathbb {C} \colon z\neq 0\}}
{\displaystyle z\mapsto z^{k}}
원군의 실수 계수 다항식은 다음과 같은 부분환이다.
{\displaystyle \operatorname {RO} (\operatorname {U} (1))=\{\rho \in \operatorname {RU} (\operatorname {U} (1))\colon \rho (x)=\rho (x^{-1})\}\leq \operatorname {RU} (\operatorname {U} (1))}

### 원환면군
원환면군
{\displaystyle \operatorname {U} (1)^{n}}
의 복소수 계수 표현환은 다음과 같은 가환환이다.
{\displaystyle \operatorname {RU} (\operatorname {U} (1)^{n})=\mathbb {Z} [x_{1},x_{1}^{-1},x_{2},x_{2}^{-1},\dotsc ,x_{n},x_{n}^{-1}]\cong \mathbb {Z} [y,x_{1},\dotsc ,x_{n}]/(yx_{1}\dotsm x_{n}-1)}
{\displaystyle \dim \colon x_{0},x_{1},\dotsc ,x_{n}\to 1}
이 동형 아래,
{\displaystyle \operatorname {U} (1)^{n}=\{(z_{1},z_{2},\dotsc ,z_{n})\colon |z_{1}|=\dotsb =|z_{n}|=1\}\to \operatorname {GL} (1;\mathbb {C} )=\{z\in \mathbb {C} \colon z\neq 0\}}
{\displaystyle x_{i}\colon (z_{1},\dotsc ,z_{n})\mapsto z_{i}\qquad (i\in \{1,2,\dotsc ,n\})}
이다.

### 유니터리 군
유니터리 군 {\displaystyle \operatorname {U} (n)}의 경우, 극대 원환면은 대각 행렬
{\displaystyle \operatorname {diag} \colon \operatorname {U} (1)^{n}\hookrightarrow \operatorname {U} (n)}
{\displaystyle \operatorname {diag} \colon (z_{1},\dotsc ,z_{n})\mapsto \operatorname {diag} (z_{1},\dotsc ,z_{n})}
로 구성되며, 이에 따른 바일 군은 대칭군 {\displaystyle \operatorname {Sym} (n)}이다. 즉, 그 표현환은
{\displaystyle \operatorname {RU} (\operatorname {U} (n))=\operatorname {RU} (\operatorname {U} (1)^{n})^{\operatorname {Sym} (n)}\cong \mathbb {Z} [s_{1},s_{2},\dotsc ,s_{n-1},s_{n},s_{n}^{-1}]}
이다.:120, Proposition 3.1 여기서 {\displaystyle s_{a}}는 {\displaystyle a}번째 기초 대칭 다항식에 대응된다.
{\displaystyle s_{a}=\prod _{1\leq i_{1}<i_{2}<\dotsb <i_{a}\leq n}x_{i_{1}}x_{i_{2}}\dotsb x_{i_{a}}}
특히, {\displaystyle s_{1}}은 유니터리 군의 {\displaystyle n}차원 정의 표현이며, 또한 {\displaystyle s_{n}}은 행렬식 표현에 해당한다.
{\displaystyle s_{n}=\det \colon \operatorname {U} (1)\to \operatorname {GL} (1;\mathbb {C} )}
{\displaystyle \det \colon M\mapsto \det M}
이는 1차원 표현이므로 역원 {\displaystyle M\mapsto (\det M)^{-1}}을 갖는다.